# Batalion im. Komuny Paryskiej

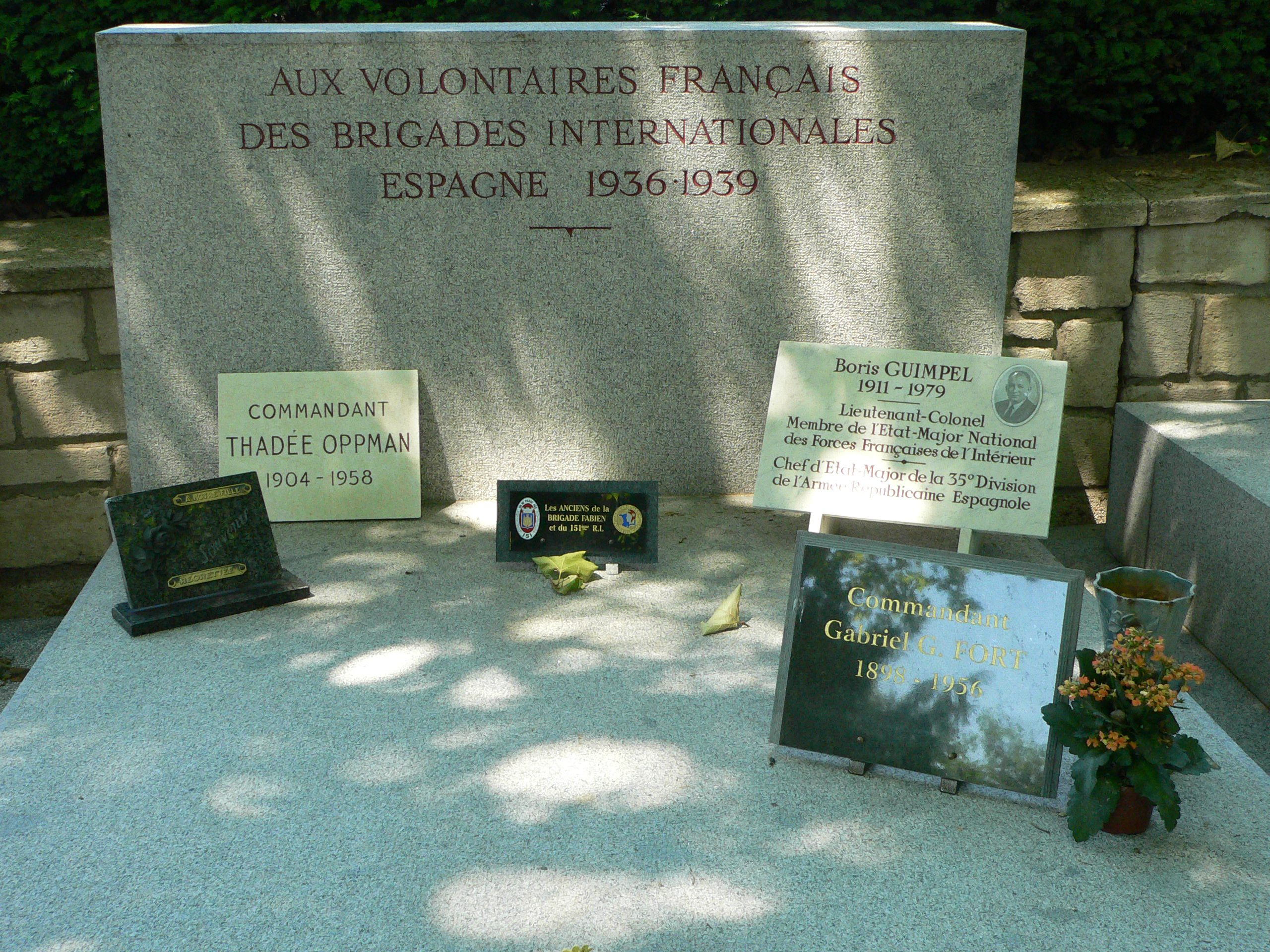
Pomnik ku czci ochotników francuskich 1936-1939

Batalion im. Komuny Paryskiej – jeden z batalionów  Brygad Międzynarodowych okresu hiszpańskiej wojny domowej 1936-1939. 
Sformowany w 1936 r. Wchodził w skład formacji Brygady Międzynarodowe, a jego szeregi zasilali głównie antyfaszyści francuscy i belgijscy, walczący po stronie republikańskiej przeciwko oddziałom gen. Francisco Franco, wspieranym przez faszystowskie rządy III Rzeszy i Włoch.
Nosił imię Komuny Paryskiej, a jego pierwszym dowódcą był kapitan Dumont, oficer rezerwy armii francuskiej, weteran I wojny światowej.
Batalion został całkowicie zniszczony podczas bitwy pod Guadalajarą. 

## Dowódcy
- Jules Dumont